# Via Toledo
Via Toledo je drevna ulica i jedna od najvažnijih trgovačkih prometnica u gradu Napulju u Italiji. Ulica je duga gotovo 1.2 km i počinje na Piazza Dante i završava na Piazza Trieste e Trento, blizu Piazza del Plebiscito.

## Povijest
Ulicu je stvorio španjolski potkralj Pedro de Toledo, drugi markiz od Villafrance 1536. godine, koji je povjerio Ferdinandu Manliu, talijanskom arhitektu.
Ulica je bila jedno od stanica Grand Tour, zbog čega je stalno poboljšavana.
Ulica je 15. svibnja 1848. bila poprištem represije nad napuljskim liberalima koji su branili tek doneseni ustav.
U periodu od 1930-ih do 50-ih, ulica je modificirana izgradnjom viših zgrada, posebno u blizini područja Piazza Carità.
Od 18. listopada 1870. do 1980. ulica se zvala "Via Roma", u znak proslave talijanskog ujedinjenja.
Godine 2012. otvorena je stanica metroa "Toledo", a ulica je postala zatvorena za promet od Via Armando Diaz do Piazza Trieste e Trento.

## Spomenici
Ulica je jedna od najvažnijih turističkih destinacija grada, s velikim brojem sakralnih i monumentalnih objekata, povezujući dva važna gradska trga.
Idući od trga Piazza Trieste e Trento prema trgu Piazza Dante, glavna mjesta od povijesnog i arhitektonskog interesa na ulici su:
- Galleria Umberto I;
- Palazzo Barbaja;
- Palazzo Berio;
- Palazzo del Banco di Napoli;
- Palazzo Zevallos;
- Palazzo della Banca Nazionale del Lavoro;
- Crkva  Santa Maria delle Grazie a Toledo;
- Palazzo Buono;
- Palazzo INA;
- Crkva San Nicola alla Carità;
- Palazzo del Conservatorio dello Spirito Santo;
- Palazzo Doria d'Angri;
- Basilica dello Spirito Santo;
- Palazzo de Rosa